# 選眞寺記
《選眞寺記》是元朝摩尼教（亦稱明教）寺院選眞寺的寺碑，是世界上迄今發現的唯一一塊摩尼教石碑，已列為國家二級文物，現藏浙江溫州蒼南縣博物館。該碑高150釐米、寬76釐米、厚10釐米，半圓形的碑額上以篆書刻題「選眞寺記」。林悟殊根據碑文稱呼選眞寺「爲蘇鄰國之教者宅焉，蓋彭氏之先之所建也」，認為其不隨當時主流稱「明教」，而按摩尼教的發源地稱「蘇鄰國之教」，表示選眞寺的明教仍承繼着唐朝摩尼教的傳統，以外來宗教標榜，自別於一般民間宗教。

## 碑文
石碑全文：
| “ | 賜同進士出身將仕郎建德錄事孔克表拜撰并書 敦武校尉温州路平陽州判官燕京孫篆額 繇平陽郭南行七十里，有山曰鵬山，曾巒演迤，隆然回抱，河流縈帶，林壑茂美，彭氏世居之。從彭氏之居西北道三百餘步，有宮一區，其榜曰「選眞寺」，爲蘇鄰國之教者宅焉，蓋彭氏之先之所建也。故制觕樸，人或隘之。彭君如山奮謂其姪德玉曰：「寺，吾祖創也。苐厥度弗弘，不足以示嚴揭誠。吾幸不隊先人遺緒，願輟堂構之餘力以事茲役，汝其相吾成。吾祖有知，將不悼其志之弗獲承於地下矣。」德玉應曰：「諾！敢不唯命是共。」廼斥故址，致木與石，聚羣藝攻之。崇佛殿，立三門，列左右廡。諸所締構，咸旣底法。無何，德玉卽世，君衋焉。且曰：「吾姪已矣，吾事其可已乎？」則又飭材經工，用濟完美。演法有堂，會學徒有舍，啓處食寢有室，以至廚井庫廩湢圊之屬，靡不具脩。都爲屋如干楹，輪奐赫敞，視於初有加矣。旣而又曰：「嘻！斯役之造，吾惟先志之弗克承是懼，非惠徼福田利益也。今茲幸遂僝功，惟祖考之靈其尙於茲乎妥哉！」於是卽寺之東廡，作祠宇以奉神主；又割田如干畝，賦其金用供祀饗，而委其贏充寺之他費焉。繼德玉而相於成者，君之孫文復、文明、文定、文崇、文振也。今年春，文明來道建寺顚末，且徵文記之。噫！世之爲子若孫，保有祖父之業幸弗荒墜，難矣！其有潤飾而光大之，蓋千百而一二得焉者也。矧又能肆其力於堂構播穫之外乎？今觀君於建寺一役，尙惓惓焉紹揚先志若此，則其世業之克昌，槩可知矣。其享有壽祉，宜哉！予嘉其孝思之不忘也，故爲紀建寺之績，而君之美因牽聯得書。君名仁翁，如山其字。今年實至正十一年，二月十五日記。 | ” |

## 另見
- 草庵
- 上萬村摩尼教石雕造像